# Jean Eustache
Jean Eustache (Pessac, Gironde megye, 1938. november 30. – Párizs, 1981. november 4.) francia filmrendező, a francia új hullám "második" hullámának, hamar elhunyt első számú rendezője.

## Pályafutása
Első jelentősebb alkotását 1967-ben forgatta Jean-Luc Godard segítségével, aki mind nyersanyagot, mind operatőrt, mind főszereplőt biztosított a rendezőnek A Mikulásnak kék szeme van című kisfilmjéhez. (A legendárium szerint film Jean-Luc Godard Hímnem-nőnem – tizenöt hiteles tény című filmjével párhuzamosan forgott.)
Legismertebb filmje, amely egyben a legnagyobb port is kavarta, az 1973-ban forgatott háromórás A mama és a kurva című produkció Bernadette Lafont és Jean-Pierre Léaud főszereplésével. A filmet időről időre az Örökmozgó Filmmúzeumban idehaza is szokták vetíteni.

## Filmjei
- 1980 – Alix fényképei
- 1977 – Mocskos történet
- 1974 – Kislány szerelmeim
- 1973 – A mama és a kurva (fsz.: Jean-Pierre Léaud)
- 1971 – Zérus pont
- 1970 – A disznó
- 1967 – A Mikulásnak kék szeme van (fsz.: Jean-Pierre Léaud)
- 1963 – Robison

## Szakirodalom
- Bikácsy Gergely: Bolond Pierrot moziba megy – a francia film ötven éve (Héttorony Könyvkiadó – Budapest Film, Budapest, 1992)
- Paul Schrader: A transzcendentális stílus a filmben: Ozu / Bresson / Dreyer; ford. Kiss Marianne, Novák Zsófia (Szerzőfilmes könyvtár 2. kötet; Francia Új Hullám, Budapest, 2011)